# ひかりのなかに
ひかりのなかには、ヤマシタカホ（ボーカル・ギター）を中心として活動する日本のロックバンド。

## 概要
高校の軽音部にて2017年4月27日に正式に結成。
当初は“おとぎばなしのように、代々受け継がれるような伝説を。”というキャッチコピーとともに“おとぎばなし”名義で始動するも、同名別バンドの存在を知ったのを機に2018年1月に“ひかりのなかに”へ改名。
大岡山PEAK-1主催〈TATATA!!〉優勝、初の自主企画〈新宿紅布から愛を込めて〉での成功を経て、
〈ROJACK〉で優勝。同年末のCOUNTDOWN JAPANに出演を果たす。
2020年4月22日　トーキョー最前線でA-Sketchよりメジャーデビュー。
2020年11月1日バンドの公式Twitterでの発表にて、たけうちひより（B）とジョー（Dr）の2人は音楽以外に挑戦したいことができたため、
メンバー全員での話し合いの結果脱退を発表。
今後についてヤマシタカホ（Vo, G）「ひかりのなかにが1日でも1秒でも長く生き続けるように、と曲を書き、みなさまの前に立ち続けます」と
一人で「ひかりのなかに」を続けていくと決意を明かしている。
サポートメンバーにはマスダミズキ（miida）、アベマコト、岡山健二が付いた。
2021年6月30日　バンドの公式Twitterにて、ひかりのなかに無期限休止を発表。
2023年5月4日　下北沢LIVE HAUSにて　ひかりのなかに再始動記念ライブ「ふたたび」にて再始動。
2023年9月3日「ひかりのなかに&新宿LOFT presents すてきなひとりぼっち」を開催。
2024年6月12日　6曲入りアルバム「Charm」をリリース。
2024年6月22日　ひかりのなかに NEW EP「Charm」リリース記念公演シリーズ
「わたしたちのおまもり」東京編（下北沢近道）開催。
2024年7月5日ひかりのなかに NEW EP「Charm」リリース記念公演シリーズ
「わたしたちのおまもり」大阪編（北堀江vijon）開催。
2025年1月1日　以前よりサポートメンバーであったサディスティック天野（Dr）がメンバーとして加入することを発表。
2025年1月11日　ひかりのなかに主催公演「ミューズをしんじてる」新宿LOFTBarにて開催。会場限定３曲入りCD「ミューズをしんじてる」をリリース。
2025年4月27日　ひかりのなかに八周年記念公演 「すえひろがり」　新宿MARSにて開催。

## メンバー

### 現メンバー
- ヤマシタカホ（2001年9月6日（23歳） - ）
  - ボーカル・ギター・コーラス。全楽曲の作詞・作曲を担当。

- サディスティック天野
  - 2025年1月1日より加入・ドラム。

### 元メンバー
- たけうちひより
  - ベース・コーラス。
  - 2017年4月から2020年10月まで在籍。

- ジョー（2001年8月3日（24歳） - ）
  - ドラム。
  - 2017年4月から2020年10月まで在籍。

## ディスコグラフィー

### シングル
| 発売日           | タイトル             | 規格品番 | 収録曲                 | 備考     |
| A-Sketch         | A-Sketch             | A-Sketch | A-Sketch               | A-Sketch |
| ---------------- | -------------------- | -------- | ---------------------- | -------- |
| 2020年2月28日    | ロンググッドバイ     |          | 1. ロンググッドバイ    | 配信限定 |
| 2020年4月1日     | ナイトライダー       |          | 1. ナイトライダー      | 配信限定 |
| 2020年7月29日    | ブルーユース         |          | 1. ブルーユース        | 配信限定 |
| 2020年8月12日    | 夏休みのテーマ       |          | 1. 夏休みのテーマ      | 配信限定 |
| 2020年9月2日     | ムーンライト         |          | 1. ムーンライト        | 配信限定 |
| 2020年10月14日   | タイムマシン         |          | 1. タイムマシン        | 配信限定 |
| 2021年1月15日    | MOVE ON!             |          | 1. MOVE ON!            | 配信限定 |
| ひかりのレコード |                      |          |                        |          |
| 2023年9月4日     | すてきなひとりぼっち |          | 1.すてきなひとりぼっち | 配信限定 |
| 2023年11月22日   | pray                 |          | 1.pray                 | 配信限定 |
| 2024年2月28日    | 二◯◯一               |          | 1.二◯◯一               | 配信限定 |
| 2024年4月17日    | 十九才               |          | 1.十九才               | 配信限定 |
| 2024年5月1日     | 彼女                 |          | 1.彼女                 | 配信限定 |
| 2024年5月２９日  | 矛と盾               |          | 1.矛と盾               | 配信限定 |

### アルバム
|                    | 発売日        | タイトル             | 規格品番      | 収録曲                                                                                        | 備考             |
| ------------------ | ------------- | -------------------- | ------------- | --------------------------------------------------------------------------------------------- | ---------------- |
| 1st mini           | 2019年6月26日 | 放課後大戦争         | HKRN-0001     | 1. 冴えない僕らに灯火を 2. 瞬間プラトニック 3. 潮風通り 4. 満ちる月 5. 舞台裏 6. オーケストラ | ひかりのレコード |
| Debut mini album   | 2020年4月22日 | トーキョー最前線     | AZCS-1092     | 1. ナイトライダー 2. かくめい 3. はやぶさ 4. 椿のうた 5. オレンジ 6. ロンググッドバイ         | A-Sketch         |
| Digital mini album | 2021年2月3日  | まっすぐなままでいい | 配信アルバム  | 1. MOVE ON!! 2. 大丈夫 3. 日曜日 4. 初恋 5. そばにいたいんです 6. ひかり                      | A-Sketch         |
| Digital mini album | 2024年1月13日 | .demo project        | 配信アルバム  | 1. 潮風通り 2. おんなのこ 3. border 4. Sweet Memories                                         | ひかりのレコード |
| Digital mini album | 2024年6月12日 | charm                | LONGPARTY-110 | 1. 十九才 2. 二〇〇一 3. ごめんね 4. タウン・オブ・メモリーズ 5. 矛と盾 6. 彼女               | ひかりのレコード |
| mini album         | 2025年1月11日 | ミューズをしんじてる | 会場限定CD    | 1. あたし 2. すてきなひとりぼっち 3. play 4. 特典映像                                         | ひかりのレコード |

## 来歴
2017年
4月27日、3人組でバンドを結成。当時全員高校１年生。初めてコピーした曲はチャットモンチーの「風吹けば恋」
11月15日、 新宿レッドクロス にて初めてライブハウスに立つ。
2018年
1月1日、「ひかりのなかに」にバンド名を改名
3月29日、大岡山PEAK-1主催「TATATA」にて優勝
6月19日、ひかりのなかに×新宿紅布共同企画　満員御礼
《新宿紅布から愛を込めて vol.1》開催。
自主制作CD「はじめましてEP」を無料配布　収録曲：みずの色・ぼくの音楽
出演者はヤマシタ弾き語り(O.A)／The ドーテーズ(オレンジスパイニクラブに改名)／oscilloscope／灰色ロジック／ひかりのなかに
12月、 RO JACK for COUNTDOWN JAPAN 18/19にて優勝
全員17歳で「COUNTDOWN JAPAN18/19」に出場。
2019年
1月10日、ひかりのなかに1周年記念企画「おとぎばなし」　新宿レッドクロスを主催。
出演者はひかりのなかに／メメタァ／やすぴとかのシム／東京パピーズ
6月26日、ひかりのレコードより6曲入りミニアルバム「放課後大戦争」リリース。
8月12日、ROCK IN JAPAN FESTIVAL2019HILLSIDE STAGE 08/12(月)12:30〜
10月14日、 ひかりのなかに presents「放課後大戦争」Release Party "せかいでいちばんやさしい日"
渋谷 TSUTAYA O-nest
出演者はひかりのなかに／KALMA（カルマ）／goomiey／
12月29日、 COUNTDOWN JAPAN 19/20MOON STAGE 12/29(日)14:30〜
2020年
3月19日、 「門出」〜寄ってらっしゃい見てらっしゃい！ひかりのなかにとたのしみんしゃい！〜"
東京・渋谷WWW　コロナの影響で配信ライブに変更
4月22日、A-sketchより全６曲入りミニアルバム「トーキョー最前線」リリース。メジャーデビューアルバム。
7月29日、 6ヶ月連続配信リリースとして配信を行う。
11月1日、オリジナルメンバーであるたけうちひより（B）とジョー（Dr）の2人が音楽以外に挑戦したいことができたためとして脱退。今後はヤマシタカホ ひとりで「ひかりのなかに」を続けることを発表。
それにより、6ヶ月連続配信リリースの11月、12月の配信がされなかった。
2021年
1月14日、TOKYO FM 『SCHOOL OF LOCK!応援部 宣言メイトスペシャル!! supported by カロリーメイト！』にて受験生のために作った応援ソングを初披露。サポートメンバー   Gt 沙田瑞紀　　Ba アベマコト　　Dr 岡山健二
1月15日、新体制となって初めてとなる「MOVE ON!」を配信リリース。
2月3日、デジタルミニアルバム「まっすぐなままでいい」配信リリース。
3月7日　ひかりのなかに　1stONEMAN TOUR  愛知・名古屋CLUB UPSET
3月7日　フジテレビ系列「Love music」出演
3月13日　ひかりのなかに　1stONEMAN TOUR 大阪・ROCKTOWN
3月28日　ひかりのなかに　1stONEMAN TOUR 東京・渋谷CLUB QUATTRO
6月30日　ひかりのなかに無期限休止を発表
2023年
5月4日　下北沢LIVE HAUSにて　ひかりのなかに再始動記念ライブ「ふたたび」を主催
サポートメンバー   Ba STEREOGIRL|オオツカリク　　Dr 錯乱前戦サディスティック天野
活動休止から再開までの経緯はこちらを参照
9月3日「ひかりのなかに&新宿LOFT presents すてきなひとりぼっち」を開催。
このライブからサポートメンバーとしてGt よこやまゆりあが加入。
出演者はひかりのなかに／may in film／エゾシカグルメクラブ／東京パピーズ／RASCLAN CLAN/Bentham/SPRINGMAN/あきやまさる（青はるまき）/CASANOVA FISH/ヤマシタカホ（ひかりのなかに）/goomiey
2024年
1月13日　下北沢LIVE HAUSにてヤマシタカホの弾き語り公演「つみきあそび」を開催。
1月13日　ヤマシタカホの弾き語りCD .demo projectを発売。収録曲、潮風通り（acoustic version）,おんなのこ,border ,Sweet Memories
6月12日　6曲入りアルバム「Charm」をリリース。サポートメンバー   Ba STEREOGIRL|オオツカリク　　Dr 錯乱前戦サディスティック天野　Gt Wang Dang Doodle カホリ
6月22日　ひかりのなかに NEW EP「Charm」リリース記念公演シリーズ「わたしたちのおまもり」東京編（下北沢近道）開催。
7月5日　ひかりのなかに NEW EP「Charm」リリース記念公演シリーズ「わたしたちのおまもり」大阪編（北堀江vijon）開催。
2025年
1月1日　2023年5月に再始動してからサポートメンバーだったサディスティック天野（Dr）が正式にメンバーとして加入。
1月11日 ひかりのなかに主催公演「ミューズをしんじてる」を開催。会場限定盤３曲入りCDをリリース。
4月27日　ひかりのなかに八周年記念公演 「すえひろがり」開催。サポートメンバー　Ba とものしん　Dr ひかりのなかに・錯乱前戦サディスティック天野　Gt Wang Dang Doodle カホリ　ゲスト出演：THE DO DO DO's,

## ライブ
| 公演日         | 公演名                                                                               | 会場                   | 備考               |
| -------------- | ------------------------------------------------------------------------------------ | ---------------------- | ------------------ |
| 2019年10月14日 | ひかりのなかに presents「放課後大戦争」Release Party "せかいでいちばんやさしい日     | 渋谷 TSUTAYA O-nest    | スリーマン         |
| 2020年3月19日  | 「門出」〜寄ってらっしゃい見てらっしゃい！ひかりのなかにとたのしみんしゃい！〜       | 東京・渋谷WWW          | 配信ライブに変更   |
| 2020年8月19日  | ひかりのなかに「トーキョー最前線」リリース記念初ワンマン                             | 東京・渋谷WWW          | 配信ライブに変更   |
| 2020年8月26日  | ひかりのなかに「トーキョー最前線」リリース記念初ワンマン                             | 大阪・ROCKTOWN         | コロナの影響で中止 |
| 2021年3月7日   | 1st ONEMAN TOUR「まっすぐなままでいい」                                              | 愛知・名古屋CLUB UPSET |                    |
| 2021年3月13日  | 1st ONEMAN TOUR「まっすぐなままでいい」                                              | 大阪・ROCKTOWN         |                    |
| 2021年3月28日  | 1st ONEMAN TOUR「まっすぐなままでいい」                                              | 東京・渋谷CLUB QUATTRO | 配信あり           |
| 2023年5月4日   | ひかりのなかに再始動記念ライブ「ふたたび」                                           | 下北沢LIVE HAUS        |                    |
| 2023年9月3日   | ひかりのなかに&新宿LOFT presents すてきなひとりぼっち                                | 新宿LOFT               | フェス形式         |
| 2024年6月22日  | ひかりのなかに NEW EP「Charm」リリース記念公演シリーズ「わたしたちのおまもり」東京編 | 下北沢近道             |                    |
| 2024年7月5日   | ひかりのなかに NEW EP「Charm」リリース記念公演シリーズ「わたしたちのおまもり」大阪編 | 北堀江vijon            |                    |
| 2025年1月11日  | ひかりのなかに主催公演「ミューズをしんじてる」                                       | 新宿LOFT Bar           |                    |
| 2025年4月27日  | ひかりのなかに八周年記念公演 「すえひろがり」                                        | 新宿MARZ               |                    |

## 楽曲提供
2021年3月　DEARSTAGE所属のアイドル"リルネード"の「ぎゅっとして！」をやましたかほ名義で楽曲提供
2022年6月　rascalclan(レーベル： Lonesome Record)「ユーアンドミー」をやましたかほ名義で作詞提供
2023年8月　rascalclan(レーベル： Lonesome Record)「ラブ・ファイター」をやましたかほ名義で作詞提供